# 根古谷台遺跡

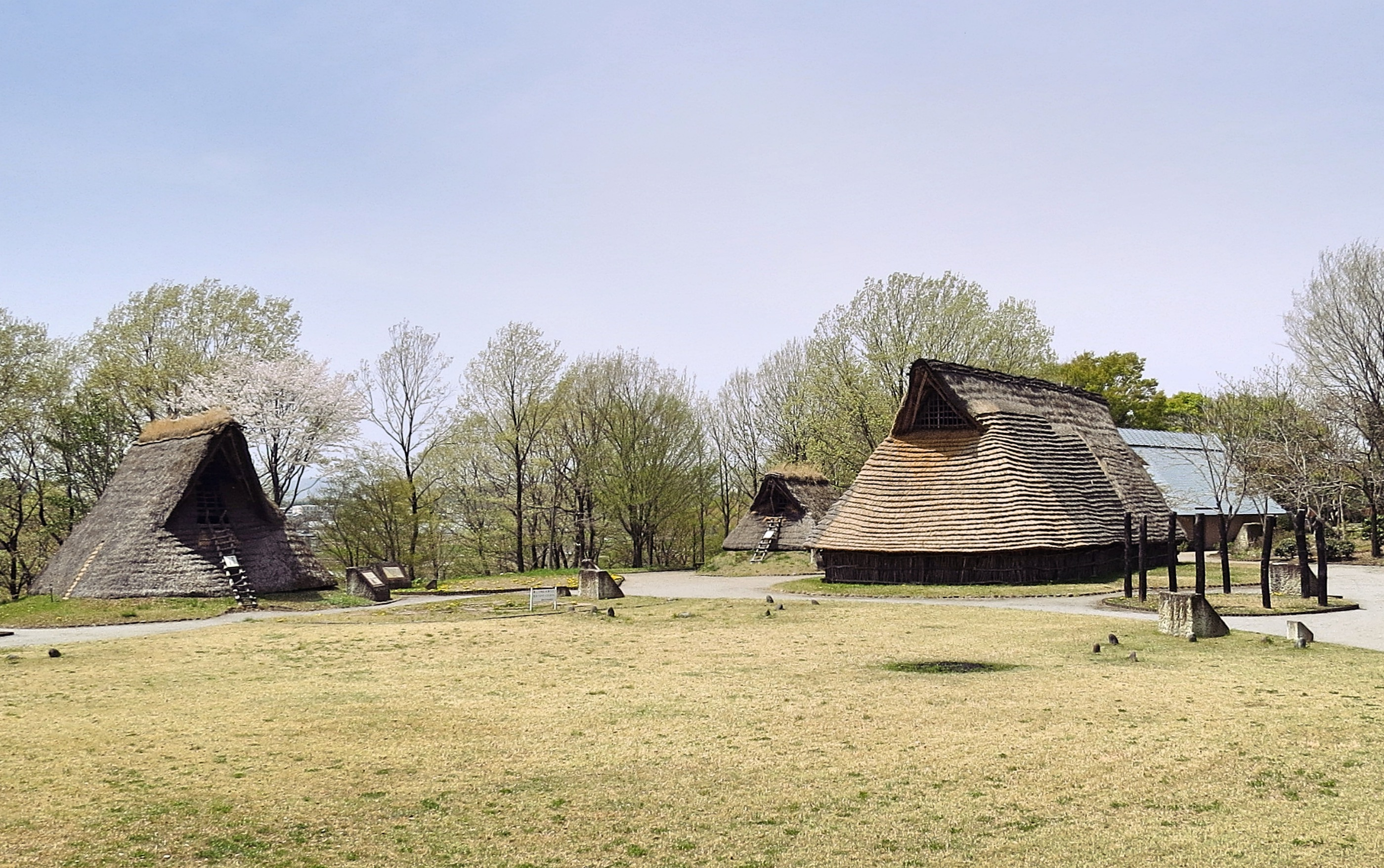
根古谷台遺跡

根古谷台遺跡（ねごやだいいせき）は、栃木県宇都宮市上欠町にある縄文時代前期の環状集落の遺跡。別名聖山公園遺跡（せいざんこうえんいせき）。1988年（昭和63年）5月17日に国の史跡に指定されている。

## 概要
姿川の右岸段丘上にあり、元は墓地（聖山公園）の建設予定地であった。1982年（昭和57年）から1988年（昭和63年）にかけて発掘調査が行われ、300基以上の土壙（墓壙）を囲むように竪穴建物や方形建物、掘立柱建物の遺構が出土した。土壙からの出土品のうち石製の玦状耳飾り・管玉・石鏃・石匙などが一括して1990年（平成2年）に重要文化財に指定されている。
生活の跡を窺わせる遺物よりも祭祀関連の遺物が多いことから、主として血縁・地縁による集団が葬祭などの祭祀儀礼を行った場と推定されている。
遺跡の発掘によって宇都宮市は墓地（聖山公園）の規模を縮小し、遺跡の周辺を「うつのみや遺跡の広場」として整備している。